# Лапачол
Лапачол — натуральное органическое соединение, выделяемое из муравьиного дерева и других растений рода Tabebuia (Tabebuia avellandedae) Химически является деривативом нафтохинона, родственен витамину K.
Изучавшийся одно время в качестве возможного лекарства от некоторых видов рака, в настоящее время лапачол признан бесперспективным из-за побочных токсических эффектов. Содержится в напитке лапачо.